# Победа (картина Моисеенко)
«Победа» — картина советского живописца Евсея Евсеевича Моисеенко.

## Экспонирование и награды
Созданию картины «Победа» автор посвятил два года (1970—1972). Искусствовед М. Ю. Герман назвал это произведение одним из самых глубоких произведений Моисеенко, посвящённых 1945 году, которое заставляет зрителя пропустить сквозь сердце цену победы. Петербургский художественный критик А. Ф. Дмитренко назвал картину живописным монументом, воплощающим бессмертность подвига и мысль о высокой человеческой цене завоёванного.
Впервые картина была показана в 1972 году сначала на ленинградской зональной выставке «По родной стране», а затем на республиканской художественной выставке в Москве. 23 апреля 1974 постановлением ЦК КПСС и Совета Министров СССР «О присуждении Ленинских премий в области литературы, искусства и архитектуры 1974 года» году художнику присуждена Ленинская премия за цикл картин «Годы боевые» («Красные пришли» (1961), «Товарищи» (1964), «Черешня», «Победа» (1972)).
На конкурсе-смотре «Наш современник», посвящённом 50-летию образования СССР, за картину «Победа» Моисеенко был удостоен 1-й премии Кировского завода. Картина поступила в 1976 году из МК РСФР в собрание Государственного Русского музея.

## Сюжет
На картине изображены последние часы войны в здании Рейхстага. В композиции присутствуют два солдата: один, погибший, и второй, с отчаянием сознающий безвозвратность потери товарища. По определению искусствоведа  Е. Н. Литовченко картина была написана вдохновенно и «беспощадно». По мнению В. А. Леняшина, лицо солдата, поддерживающего тело друга, написано с огромной исповедальной силой. А. Ф. Дмитренко также отметил мощную пластику полотна, экспрессию её трагических ритмов, контраст выраженности полярных чувств — радости достижения цели и боль утраты. Профессор уверен, что совершенство формы и глубокий психологизм образов утверждают высокую этическую значимость картины.
М. Ю. Герман  увидел в картине резкий контраст холодного света и глухих теней, а также  составные части сложного ассоциативного образа трагичных представлений о войне».

## Отзывы
- «„Победа“ — это почти реквием», — написал  художественный критик Михаил Герман[15].
- «„Победа“ — это воспоминания о самых мучительных днях войны … когда невыносимо трудно, нелепо умирать», — отметила исследовательница творчества Галина Кекушева-Новосадюк[16].
- «Впечатляющая сила этой картины велика. Моисеенко обладает способностью «ударить по сердцу», способностью, обусловленной искренностью чувства и мастерством» — Леняшин В. А.[17].